# William Borrer
William J. Borrer ( Henfield, 13 de junho de 1781 – 10 de janeiro de 1862 ) foi um botânico britânico.
Era juiz e botânico amador. Viajou muito pela Grã-Bretanha para estudar a flora. Tentou cultivar numerosas espécies tropicais. Se interessou pelos líquens e publicou com  Dawson Turner (1775-1858), "Lichenographia Britannica". 
Borrer tornou-se membro da Royal Society em 4 de junho de 1835.